# Jiang Wenwen (pływaczka synchroniczna)
Jiang Wenwen (chiń. 蒋文文; ur. 25 września 1986 w Chengdu) – chińska pływaczka synchroniczna, srebrna i brązowa medalistka olimpijska, dwunastokrotna medalistka mistrzostw świata, sześciokrotna mistrzyni igrzysk azjatyckich. Bliźniaczka Jiang Tingting, również chińskiej pływaczki synchronicznej.
W 2008 startowała na letnich igrzyskach olimpijskich w Pekinie, podczas których wystąpiła w konkurencji duetów, jak również drużyn. W rywalizacji duetów razem ze swoją bliźniaczką Jiang Tingting uzyskały w finale rezultat 96,334 pkt i zajęły 4. miejsce, w rywalizacji drużyn zaś Chince udało się wywalczyć brązowy medal dzięki rezultatowi 97,334 pkt. Cztery lata później startowała na letnich igrzyskach olimpijskich w Londynie, biorąc tam udział jedynie w rywalizacji drużyn. Na tych igrzyskach wywalczyła srebrny medal dzięki uzyskanemu rezultatowi 194,01 pkt. 
W latach 2005–2017 sześciokrotnie startowała w mistrzostwach świata – medale zdobywała na czempionatach w Rzymie (1 srebrny i 4 brązowe), Szanghaju (3 srebrne), Barcelonie (2 srebrne) i Budapeszcie (2 srebrne).
W latach 2006–2018 na igrzyskach azjatyckich (Doha, Kanton, Dżakarta) wywalczyła sześć złotych medali.